# Мотострелковые войска СССР
Мотострелковые войска СССР — основной род Сухопутных войск Вооружённых сил СССР, предназначенный для широкомасштабного ведения военных (боевых) действий на суше в ходе выполнения операций как самостоятельно, так и совместно с другими родами войск и сил видов ВС и отдельных родов войск и спецвойск. 
Официально род войск в Советской Армии ВС СССР сформирован в 1957 году. В состав рода войск входят формирования других родов войск и специальных войск ВС СССР.

## История
По окончании Великой Отечественной войны выходит Постановление Государственного комитета обороны СССР №ГКО-9488сс, от 9 июля 1945 года, «О Доукомплектовании бронетанковых и механизированных войск Красной Армии». Согласно этому постановлению часть стрелковых дивизии переводились на штат механизированных дивизий и включалась в состав Бронетанковых и механизированных войск. В некоторых случаях в механизированные дивизии также были переформированы кавалерийские дивизии и воздушно-десантные дивизии.

Официально мотострелковые войска в ВС СССР возникли в 1957 году в соответствии с Директивой Министра обороны СССР №орг./3/62540 от 27 февраля 1957 года. На основании этой директивы часть механизированных дивизий и все стрелковые части и соединения были переформированы в мотострелковые в период с 1957 по 1964 года.
Созданию мотострелковых войск способствовало насыщение стрелковых войск средствами доставки стрелков и механизации формирований других родов войск и спецвойск. Это стало возможным благодаря увеличению производства бронетранспортёров, САУ и так далее. К примеру в период до формирования и в начальный период формирования мотострелковых войск:
- БТР-40 — в период с 1950 по 1960 годы было произведено 8 500 штук[4]
- БТР-50 — 1954 по 1970 годы — 6 500 штук[5]
- БТР-152 — 1947 по 1962 годы — 12 421 штук[6]
- БРДМ-1 — 1957 по 1966 годы — 10 000 штук

Мотострелковые войска ВС СССР были первыми в мире стрелковыми (пехотными) подразделениями, принявшими в 1966 году на вооружение новый класс боевых машин — боевые машины пехоты. БМП-1 появилась в войсках в 1966-м. В странах НАТО примерный аналог Marder появится только в 1970-м. Концепция применения БМП была впоследствии скопирована почти всеми странами мира.

Также мотострелковые войска ВС СССР первыми в мире были массово оснащены бронетехникой, способной преодолевать водные преграды и имевшие средства защиты от оружия массового поражения.

## Организация
Это был самый многочисленный род войск в ВС СССР. На конец 1980-х в ВС СССР состояло до 150 мотострелковых дивизий, до 500 мотострелковых полков, до 1800 мотострелковых батальонов.
Организационно мотострелковые войска были представлены армейскими корпусами, мотострелковыми дивизиями, отдельными бригадами и отдельными полками.
Корпуса с преобладанием мотострелковых дивизий над танковыми (2 к 1) назывались армейскими корпусами. Корпуса с преобладанием танковых дивизий назывались механизированными.
Кроме как в штате мотострелковых дивизий, мотострелковые полки также присутствовали в составе каждой танковой дивизии в количестве 1 — 2 единицы. А в составе многих танковых полков был один мотострелковый батальон.

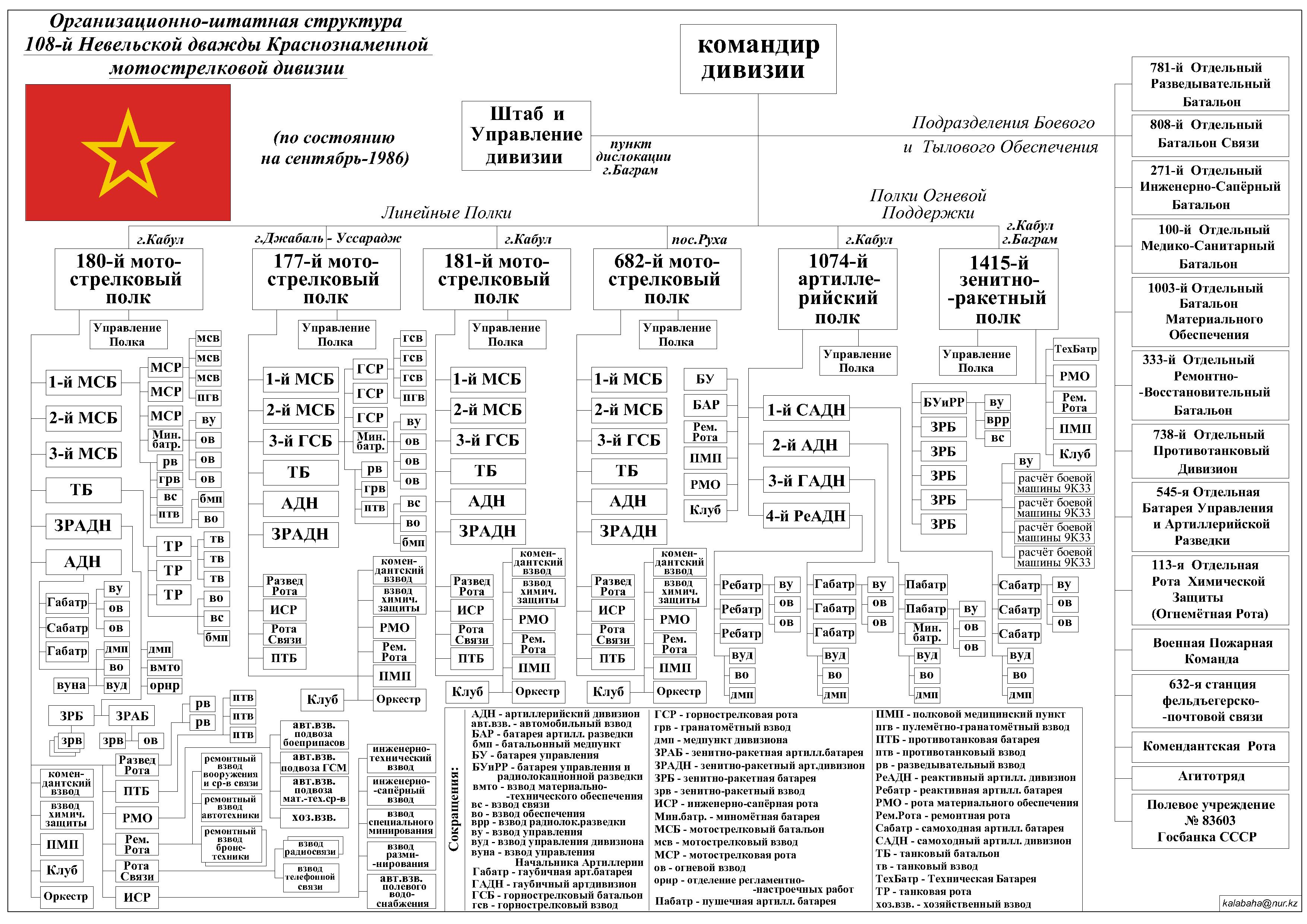
Организационно-штатная структура
108-й мотострелковой дивизии
на октябрь-1986

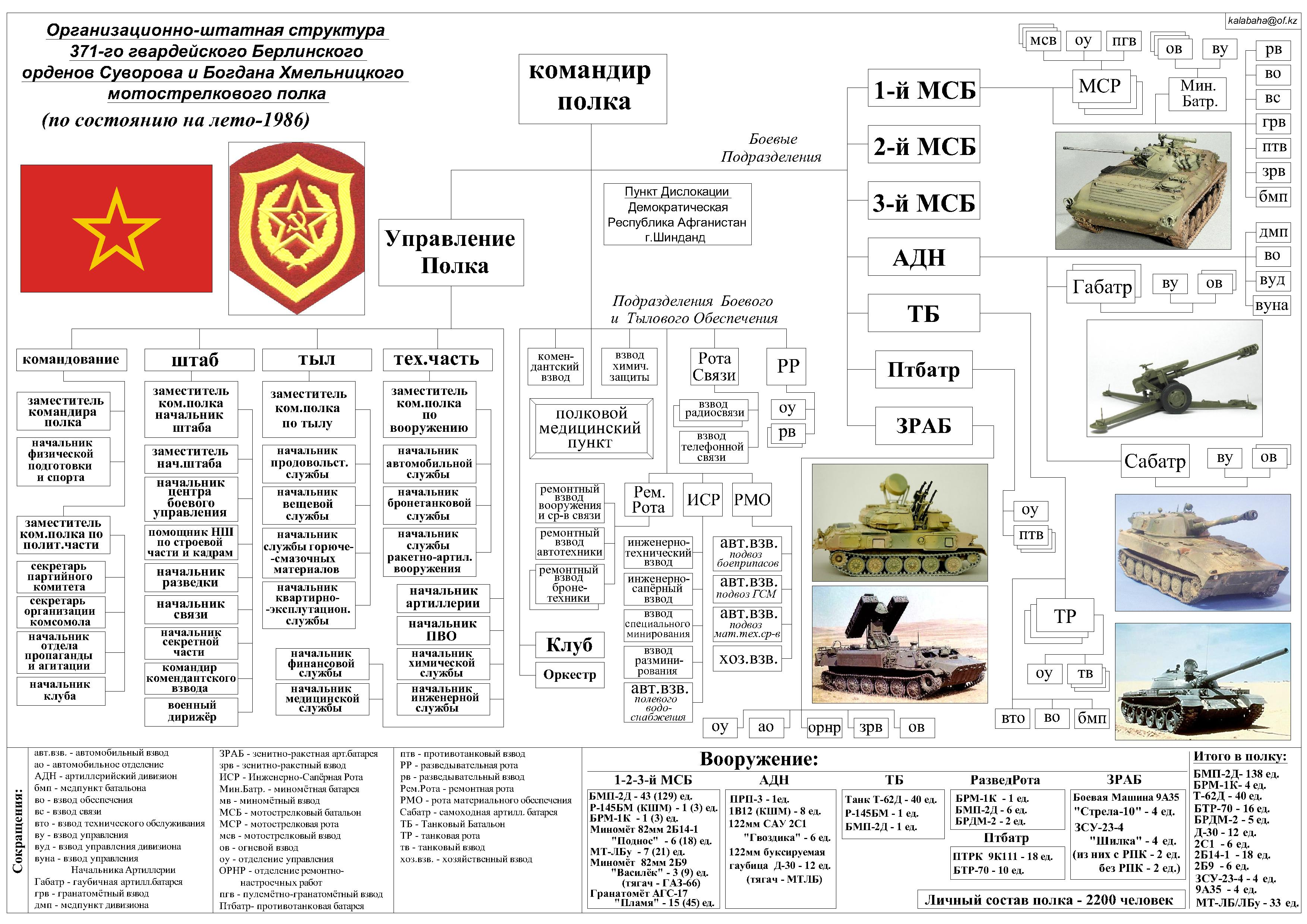
Организационно-штатная структура
371-го гвардейского мотострелкового полка
5-й гвардейской мотострелковой дивизии на лето 1986

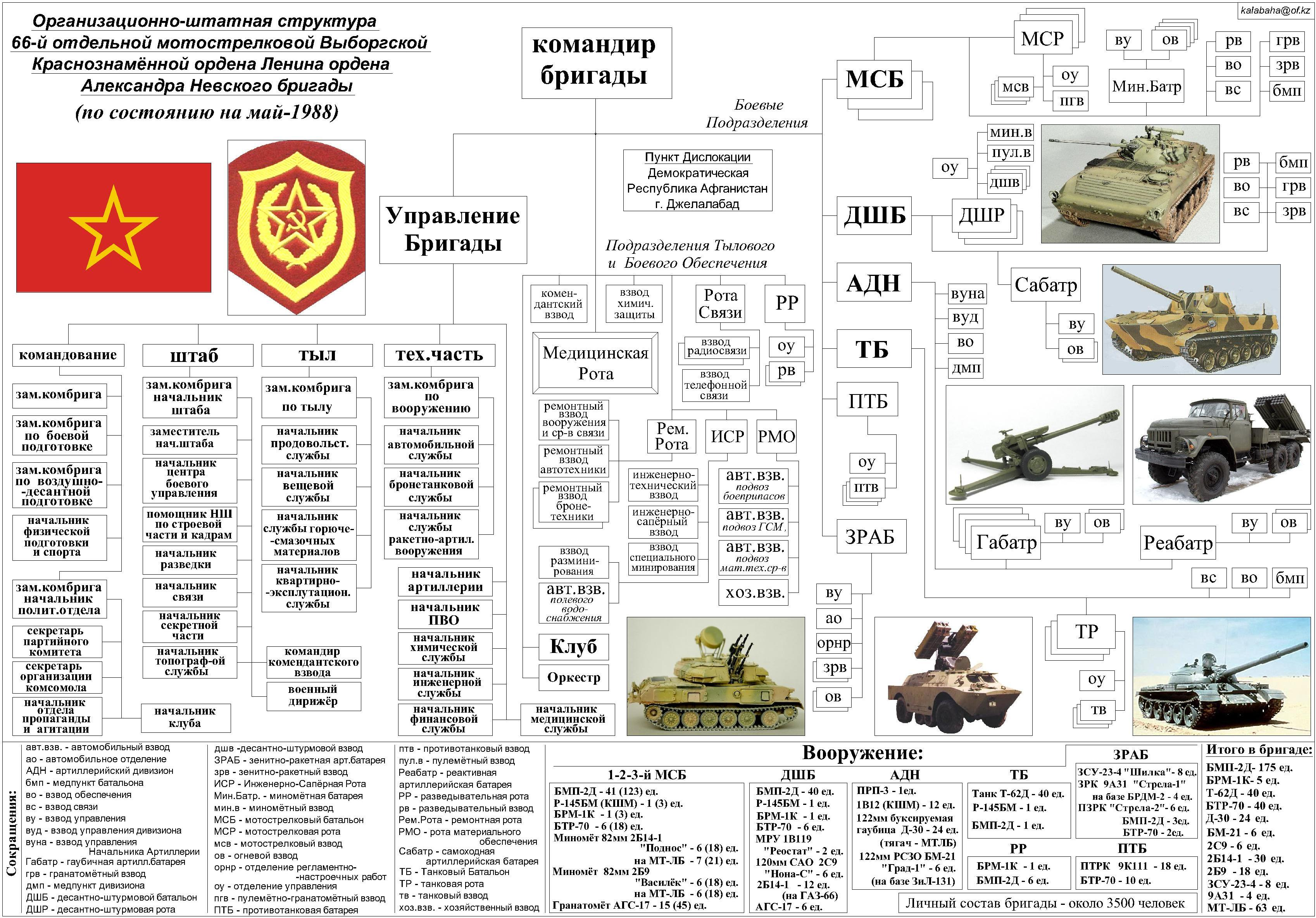
Организационно-штатная структура
66-й отдельной мотострелковой бригады
на май 1988 года

В среднем организационно-штатная структура советской мотострелковой дивизии в 1980-е годы включала в себя 3-и мотострелковых полка, один танковый полк, один артиллерийский полк, один зенитно-ракетный полк, отдельный реактивный артиллерийский дивизион, отдельный противотанковый артиллерийский дивизион и отдельные подразделения боевого обеспечения и тылового обеспечения.
Мотострелковые полки (мсп) входившие в состав мотострелковой дивизии (мсд) делились на два типа по оснащению мотострелковых батальонов — мсп на БТР и мсп на БМП. Обычно в мсд было два полка на БТР и один полк на БМП. По разработанной тактике предполагалось использовать мсп на БТР во втором эшелоне наступления, а мсп на БМП — в первом эшелоне.16
Отдельные мотострелковые бригады (омсбр) состояли из мотострелковых батальонов (мсб) исключительно на БМП. К примеру 70-я гв.омсбр и 66-я омсбр.
Следует упомянуть как исключение, об имевшим смешанное вооружение 682-м мотострелковом полку 108-й мсд. В порядке эксперимента он был сформирован из 1-го мсб на БТР-70 и 2-х мсб на БМП-2. 17
Непосредственно в составе каждого мотострелкового полка/бригады имелись танковый батальон, артиллерийский дивизион, противотанковая батарея, зенитно-ракетная артиллерийская батарея.
К концу 1980-х годов штат усилен, зенитная ракетно-артиллерийская батарея расширена до дивизиона. Таким образом, полк состоял из трех мотострелковых, танкового батальонов, артиллерийского (самоходно-артиллерийского), зенитного ракетно-артиллерийского дивизионов, а также подразделений боевого и тылового обеспечения.
Фактически любое советское мотострелковое соединение/часть в состоянии было отразить атаку фронтовой авиации и бронетехники противника и, обладая собственной артиллерией, решать огневые задачи по подавлению сил противника на удалении до 25 — 30 км за линией фронта. К каждой мотострелковой дивизии, находящейся в группах войск за рубежами СССР, придавалась отдельная вертолётная эскадрилья, повышавшая возможности дивизии в переброске личного состава, снабжении войск и эвакуации раненых.
На конец 80-х годов развёрнутые по полному штату мотострелковые дивизии имелись только в зарубежных группах войск (ОКСВА, ГСВГ, ЦГВ и т. д.) и дивизии на территории СССР имевшие статус «гвардейских» — так называемые развернутые соединения штата «А» 13 .
В среднем личный состав развёрнутой мотострелковой дивизии в зарубежных группах войск достигал 10500-15000 военнослужащих, а в развёрнутом мотострелковом полку — до 2200—2700 14. Мотострелковые полки на территории СССР имели в штате не более 1800 человек. 15

…Так, например, в советские времена численность Таманской дивизии колебалась в пределах 10-12 тыс.. человек. В состав соединения тогда входили три мотострелковых полка, танковый, артиллерийский и зенитно-ракетный полки, отдельные разведывательный, автомобильный и ремонтно-восстановительный батальоны…— Дивизии не для парада
Существовали исключения в виде 108-й Невельской мотострелковой дивизии, штаты подразделений которой были увеличены в связи с реалиями Афганской Войны — для усиления огневой мощи подразделений в условиях ведения автономных боевых действий в горной местности. Мотострелковые роты 108 мсд, как впрочем и во всех мотострелковых частях ОКСВА (в 5 гв.мсд, 201 мсд, 70 омсбр, 66 омсбр, 191 омсп и в 860 омсп), имели в своём составе не три взвода (как это было принято на территории СССР), а 4 взвода.
Дополнительный 4-й взвод в штате роты был пулемётно-гранатомётным взводом. Этот взвод имел на вооружении крупнокалиберные станковые пулемёты и автоматические гранатомёты, повышавшие огневую мощь роты, действовавшей в отрыве от штатной бронетехники в условиях горной местности. Личный состав каждого мотострелкового полка 108 мсд достигал 2 200 военнослужащих, а личный состав самой дивизии — 14 000 военнослужащих.
В первую очередь это было связано с тем, что 285-й танковый полк в составе дивизии был переформирован в 682-й мотострелковый полк с более многочисленным личным составом. Таким образом, в 108 мсд было четыре мотострелковых полка вместо трёх.
Мотострелковые дивизии в послевоенный период с личным составом свыше 11 000 военнослужащих появились только после распада СССР. Пример — 42-я гвардейская Евпаторийская Краснознаменная мотострелковая дивизия, имевшая в личном составе на состояние к 2001-м году 15 000 военнослужащих.

## Подготовка кадров
Подготовку офицерских кадров осуществляли одна военная академия, 9 высших общевойсковых командных, 2 высших общевойсковых военно-политических училищ.
Военная академия:
1. Военная академия имени М.В. Фрунзе (Москва)

Высшие общевойсковые командные училища:
1. Алма-Атинское высшее общевойсковое командное училище
2. Бакинское высшее общевойсковое командное училище
3. Дальневосточное высшее общевойсковое командное училище (Благовещенск)
4. Киевское высшее общевойсковое командное училище
5. Ленинградское высшее общевойсковое командное училище
6. Московское высшее общевойсковое командное училище
7. Омское высшее общевойсковое командное училище
8. Орджоникидзевское высшее общевойсковое командное училище
9. Ташкентское высшее общевойсковое командное училище

Высшие общевойсковые военно-политические училища:
1. Минское высшее общевойсковое военно-политическое училище
2. Новосибирское высшее общевойсковое военно-политическое училище